# Ali Bolaghi
Ali Bolaghi – wieś w Iranie, w ostanie Azerbejdżan Zachodni, w szahrestanie Mijandoab. W 2006 roku liczyła 250 mieszkańców.